# Haus der Stadtgeschichte (Donauwörth)
Das Haus der Stadtgeschichte ist eines von mehreren Heimatmuseen in der Stadt Donauwörth.

## Geschichte und Sammlung
Das Museum wurde 1986 im denkmalgeschützten, 1811 erbauten und im Zweiten Weltkrieg schwer beschädigten Rieder Tor eröffnet und dokumentiert die Stadtentwicklung von den Gründungen der Burg Mangoldstein und des Klosters Heilig Kreuz im 10. und 11. Jahrhundert über die Marktverleihungsurkunde aus dem Jahr 1030 bis zum Wappenbrief Karls V., der 1530 der Reichsstadt das noch heute gültige Stadtwappen verlieh. Weitere Themen sind die Stadtbefestigung, die Gerichtsbarkeit (Richtschwert, Halsgeige, Fuß- und Handfesseln) sowie die Geldgeschichte (Staufische Brakteatenprägung, Talerprägung unter Karl V. mit Prägestöcken bis hin zum Donauwörther Notgeld der Inflation). Im weiteren Verlauf werden die politischen Kämpfe um die Stadt im 17. und frühen 18. Jahrhundert und schließlich die Bombardierung im April 1945 thematisiert.
In einem Dachstudio stellt das Museum Werke in Donauwörth ansässig gewesener Künstler aus, darunter Arbeiten des Bildhauers Augustin Manasser und ein spätgotisches Holztafelbild mit der Legende der hl. Ursula aus der Zeit um 1500.